# Tricobotrio

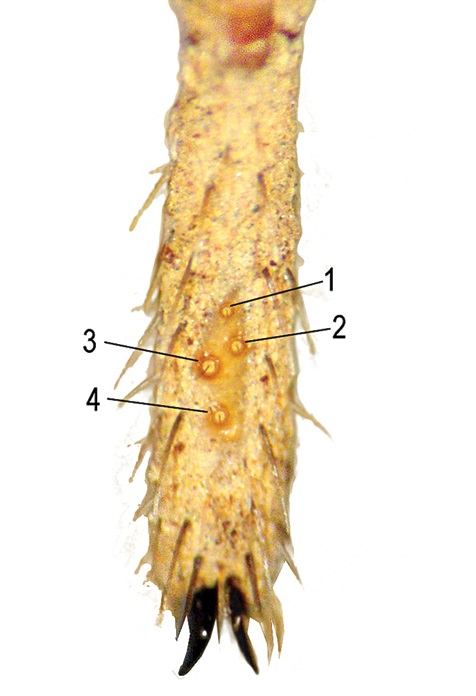
Cuatro tricobotrios en la segunda pata de la araña Paratropis tuxtlensis

Tricobotrios (singular tricobotrio) son "vellos" alargados presentes en arácnidos, varias clases de insectos y miriápodos los cuales sirven para detectar en corrientes de aire. 

## Morfología
A diferencia del vello común, que es diminuto, los tricobotrios tienen el mismo tamaño en toda su extensión. Estas se ajustan dentro del fondo de un profundo y extenso contenedor a la que se conecta una membrana de extrema flexibilidad la cual les da una gran movilidad. A la menor vibración de aire es posible moverlas y estimular el pequeño grupo de células sensoriales las cuales aseguran su excitación. 

## Distribución
Los tricobortrios están presentes en la mayoría de clases de arácnidos, excepto en Solifugae, Ricinulei y Opiliones (Grassé, 1949). A pesar de la distribución de tricobotrios en el cuerpo de los arácnidos a menudo son usadas por pocas especies (normalmente en escorpiones y pseudoescorpiones), con patrones evidentemente similares  (Shultz, 1990).